# FNB stadion
First National Bank Stadium (FNB stadion ali Soccer City) je stadion v Johannesburgu, Južna Afrika. Nahaja se blizu štaba Južnoafriške nogometne zveze (SAFA House), kjer so stacionirane tako pisarne FIFE kot Lokalni organizacijski komite za Svetovno prvenstvo v nogometu 2010. 
FNB stadion je specializiran za nogomet, trenutna kapaciteta je 78.000 ljudi. Stadion ima tretjo največjo kapaciteto v celotni Afriki. Na njem se igra večina odmevnejših nogometnih dogodkov v Južni Afriki, za katere je bolj primeren od bližnjega stadiona Ellis Park, kjer so igrali finale Svetovnega prvenstva v ragbiju leta 1995. Soweto in Narodno razstavišče v Nasrecu sta v bližini. 

## Svetovno prvenstvo v nogometu 2010
Stadion bo gostil uvodno tekmo prvenstva, štiri tekme prvega kroga, eno tekmo drugega kroga, eno četrtfinalno tekmo in finale. 
Za Svetovno prvenstvo 2010 bo stadion treba poglavitno posodobiti, idejo za novo obliko so arhitekti dobili iz tradicionalnega afriškega lončarstva. Zgornji ring se bo raztezal vse okoli stadiona, da bo kapaciteta narasla na 94.700  z dodatnimi 99 suitami za nogometne funkcionarje. Zgradili bodo streho, ki bo obdajala celoten stadion. Prav tako bodo razvili nove garderobe in namestili nove reflektorje. Na razpisu za posodobitev stadiona, vrednem 1,5 milijarde južnoafriških randov, je zmagal Grinaker-LTA.  Dokončanje del na stadionu je načrtovano za leto 2009. 19. januarja 2007 so Grinaker-LTA sklicali tiskovno konferenco in na njej omenili, da bodo z deli začeli v dveh tednih. 